# Église Saint-Pierre de Frémontiers
Pour les articles homonymes, voir Église Saint-Pierre.
L'église Saint-Pierre de Frémontiers est une église catholique située à Frémontiers, dans le département de la Somme, au sud d'Amiens, en France.

## Historique
Il existait à Frémontiers un prieuré bénédictin fondé, avant 1140, par Gauthier Ier Tyrel de Poix et son épouse Alix, dame de Frémontiers.
L'église de Frémontiers a été construite à la fin du XVe et au début du XVIe siècles. Le chœur fut reconstruit en 1815. Elle est protégée au titre des monuments historiques : classement par arrêté du 10 octobre 2005.

## Caractéristiques
L'église est construite en pierre en style gothique tardif. Sa façade qui s'ouvre sur un beau portail en accolade est surmontée d'un clocher recouvert d'ardoises se terminant en flèche.
À l'intérieur, se trouvent une grille de clôture de la nef, en fer forgé, des stalles, un chaire à prêcher, un confessionnal, des autels, des bancs du début du XIXe siècle. L'édifice conserve également plusieurs statues des XVIe (Ecce Homo en calcaire et sainte Catherine d’Alexandrie en bois polychrome), XVIIe (Saint Jean en bois polychrome), et XVIIIe siècles (Groupe de deux anges assis en bois monochrome placé sur le maître-autel, attribué à François Cressent). L'ensemble de ces statues sont classées monuments historiques à titre d'objet.
Quatre statues représentant saint Pierre, saint Nicolas, saint Jean et saint Eloi sont disposées sur des consoles en bois ainsi que quatre statues en pierre provenant des niches des piliers des contreforts.

L'église Saint-Pierre de Frémontiers
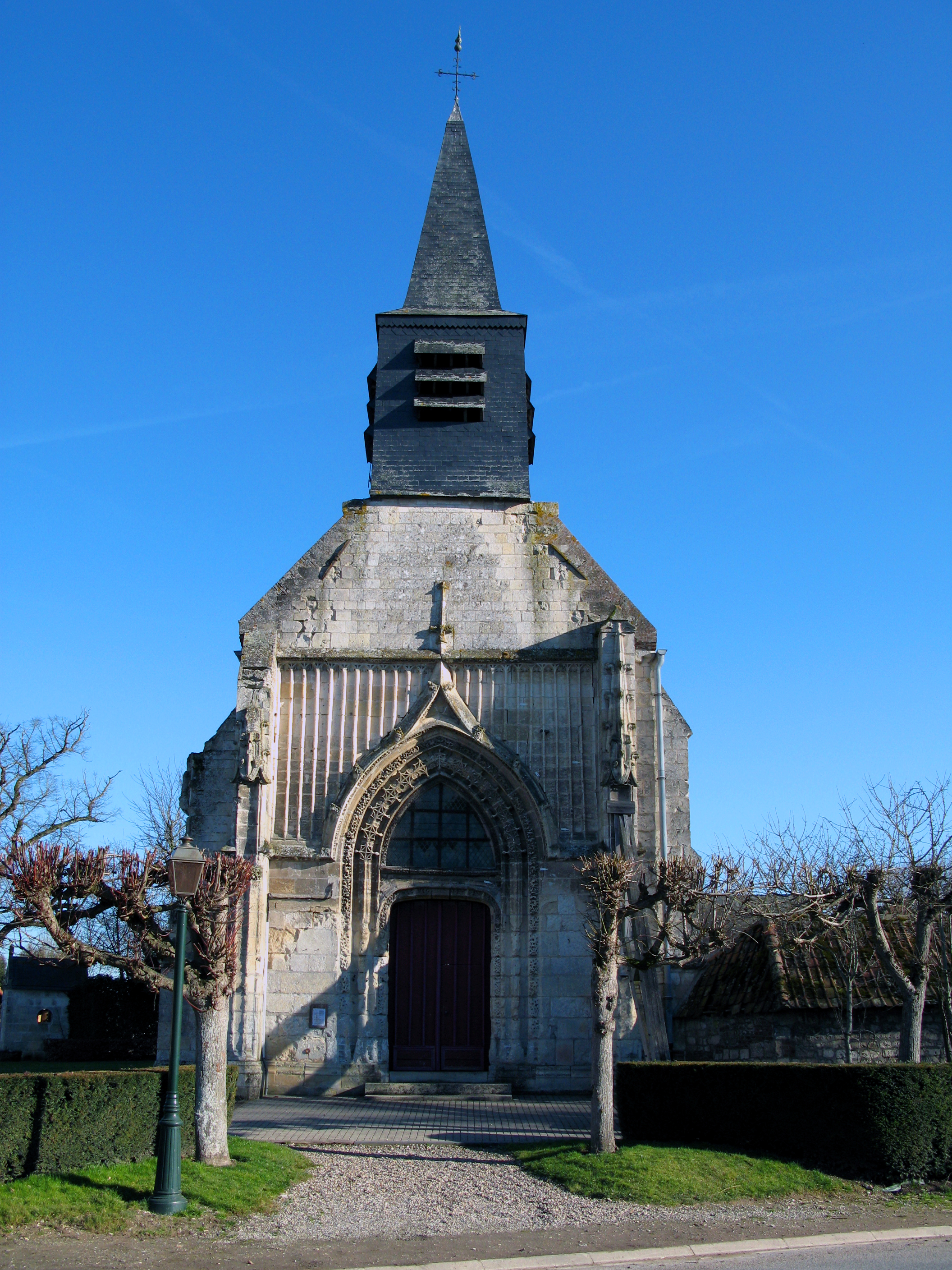
Façade ouest.
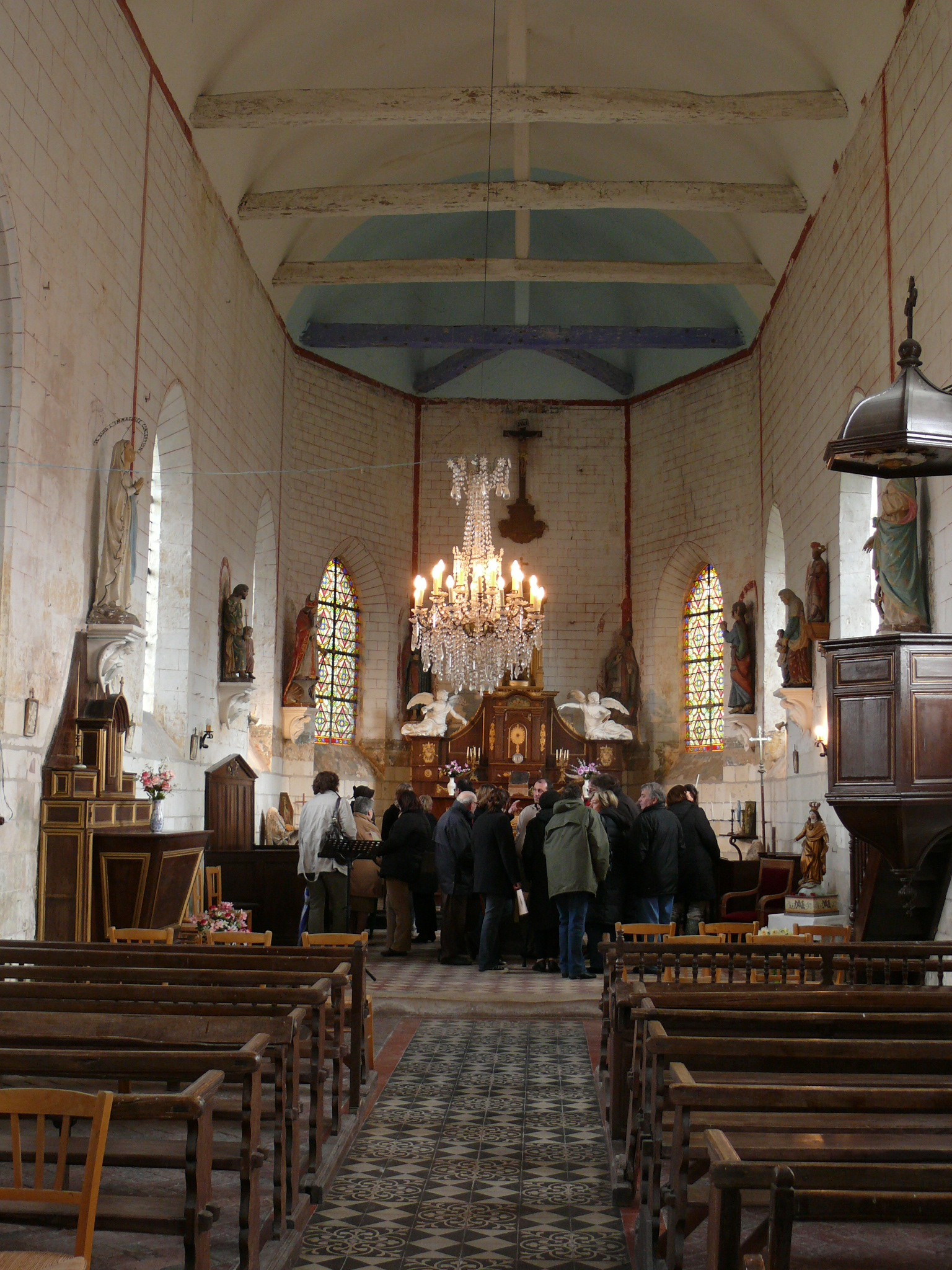
La nef.